# Judith Herrin
Judith Herrin (16 oktober 1942) is een Brits archeologe en historica.

## Biografie
Judith Herrin studeerde geschiedenis aan de Universiteit van Cambridge en in 1972 behaalde ze haar PhD aan de Universiteit van Birmingham. Ze ging vervolgens als archeologe werken in Athene en was betrokken bij de opgravingen rond de Kalenderhane Moskee in Istanboel. Tussen 1991 en 1995 doceerde ze als professor archeologie aan de Universiteit van Princeton. Daarna werd ze aangesteld als professor Late Oudheid en Archeologie aan het King's College London. In 2008 ging ze met pensioen. In 2011 was Herrin voorzitter van het International Congress of Byzantine Studies. Voor haar werk ontving ze in 2016 de Dr. A.H. Heinekenprijs.